# Ole Juul

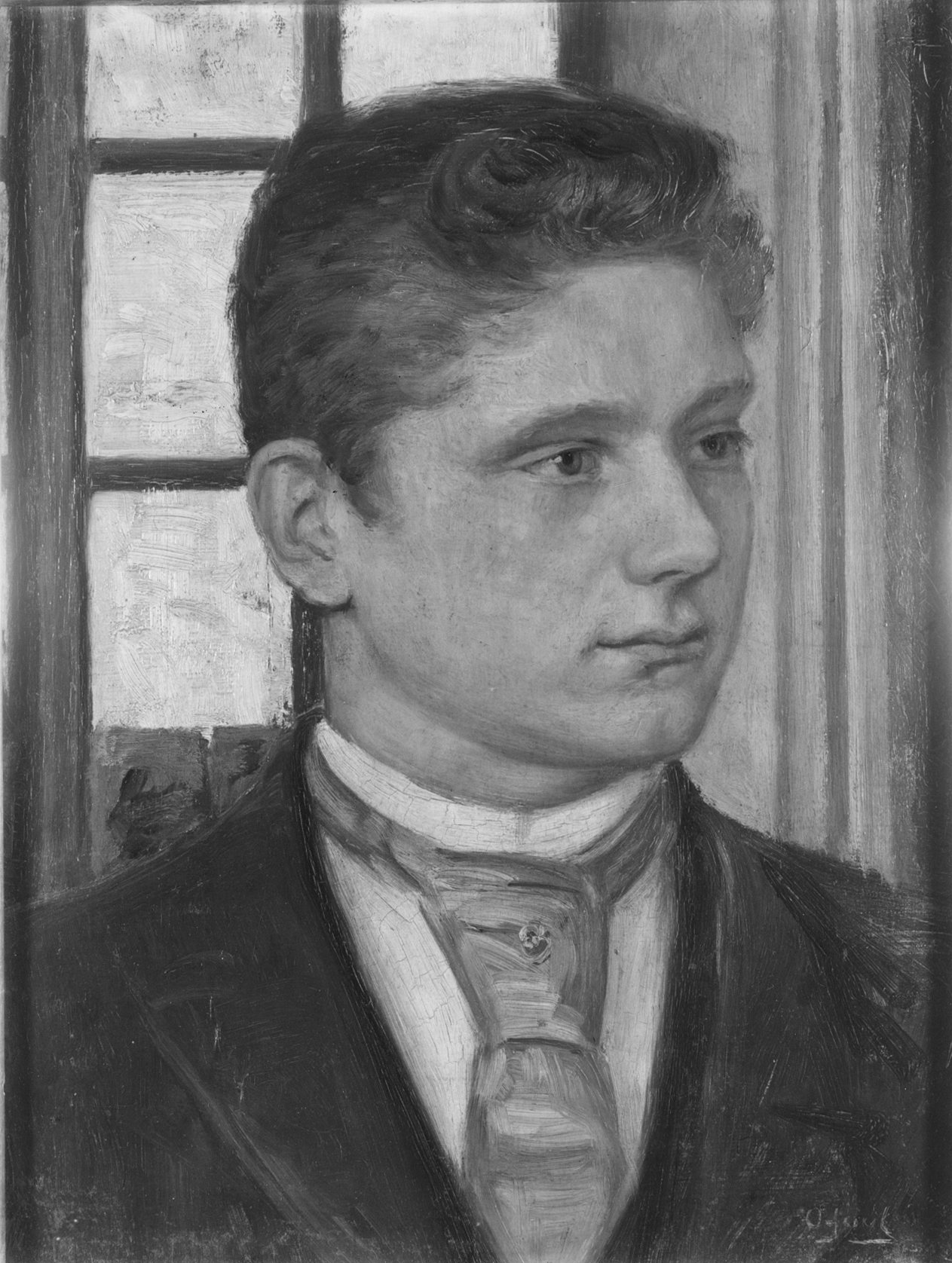
Selbstporträt

Ole Juul (* 5. August 1852 in Dypfjord bei Henningsvær, Vågan, Lofoten; † 30. September 1927) war ein norwegischer Landschafts- und Marinemaler der Düsseldorfer Schule sowie ein Fotograf.

## Leben
Juul wurde als Sohn des Bauern und Fischers Knut Lorents Juul (1813–1868) und seiner Frau Gjertrud Bolette Dreyer (1817–1876) in Dypford, unweit des Fischerdorfs Henningsvær, auf den Lofoten geboren. Das Paar hatte acht Kinder. Juuls Cousin, der Sohn der Tante Sophie mütterlicherseits, war der Maler Adelsteen Normann, der ab 1869 an der Kunstakademie Düsseldorf Malerei studierte, 1870 die Rheinländerin Catharine Hubertine Weitgan (1845–1911) heiratete und ab 1873 mit ihr in Düsseldorf seinen festen Wohnsitz nahm. In der Sternstraße 40 des Ortsteils Pempelfort erwarb Normann ein Haus mit Garten. Nachdem Juul in den Jahren 1873/1874 in Bergen Privatunterricht bei dem Maler Anders Askevold genommen und eine Ausbildung zum Fotografen gemacht hatte, ging er 1876 ebenfalls nach Düsseldorf, wo ihm sein Cousin half, sich für ein Kunststudium an der Königlich Preußischen Kunstakademie zu bewerben.
Am 9. Juli 1877 schrieb er sich dort als Student ein, nachdem er Proben seines malerischen und zeichnerischen Könnens abgeliefert hatte. An der Düsseldorfer Akademie waren Heinrich Lauenstein, Andreas Müller, Peter Janssen d. Ä., Karl Müller und vor allem Eugen Dücker seine Lehrer. In der Landschafterklasse des Letzteren hielt sich Juul in den Jahren 1877 bis 1883 auf. Mit Dücker unternahm er Studienreisen in Deutschland. Juul hielt sich einige Zeit in Berlin und anderen deutschen Städte auf. Weitere Reisen soll er in die Niederlande, nach Dänemark, England und in die Vereinigten Staaten unternommen haben. Nach biografischen Notizen seines Bruders Bernhard soll Juul in Düsseldorf geheiratet haben.
Nach seinem Studium kehrte Juul nach Norwegen zurück. Dort lebte er bis Ende 1884 in Kristiansund, der Heimatstadt seines Vaters. Da er vom Verkauf seiner Bilder kaum den Lebensunterhalt bestreiten konnte, arbeitete er als Fotograf. Dann zog er nach Lesja, Oppland, wo er sich in einem Kreis dort lebender Maler bewegte. 1890 zog Juul nach Elverum, Hedmark. Er etablierte ein eigenes Fotografen- und Maleratelier, das vor allem Aufträge von in Elverum stationierten Rekruten bekam, die in Uniform fotografiert werden wollten. In der Nähe lebte Juuls Schwester Christine Caroline, die 1883 den Bauern Brede O. Svenneby geheiratet hatte. In den 1890er Jahren lebte er eine Zeit lang mit dem Fotografen Jacob Kirkhorn in Molde, der wie er in Bergen eine Ausbildung zum Fotografen absolviert hatte. 1910 war Juul bei einer Witwe in Romedal bei Stange gemeldet. Dann lebte er ein paar Winter in Trondheim, bevor er sich in Ørland, Sør-Trøndelag, ansiedelte. Juuls wichtigster Absatzkanal scheint der Kunstverein von Trondheim gewesen zu sein. Bis 1898 sind dort Verkäufe seiner Bilder feststellbar. In Ørland, das er seit einem Aufenthalt im Jahr 1903 kannte, logierte er zunächst bei einer Familie, ehe er sich 1915 im Alter von 63 Jahren entschloss, nach einem eigenen Entwurf dort ein eigenes Haus zu bauen. Das Geld soll er von einer wohlhabenden Dame in Düsseldorf geerbt haben.
Juul war als Maler schon in Vergessenheit geraten, als er 1922 im Alter von 70 Jahren durch eine Ausstellung der Galerie Blomqvist in Kristiania noch seinen großen Durchbruch erlebte. Dort waren Bilder aus Juuls Studienzeit, die lange in einem Düsseldorfer Depot verwahrt worden waren, in den Kunsthandel gekommen. Die Aftenposten und andere Zeitungen berichteten mehrmals über ihn. Bei seinem Tod stellte sich heraus, dass Juul, der zuletzt bei seiner Schwester Amalie in Svolvær auf den Lofoten gelebt hatte und auf dem Friedhof von Kabelvåg bestattet ist, vermögend gestorben war. Ein Nettobetrag von 2,7 Millionen NOK wurde auf seine Erben verteilt.

## Werk

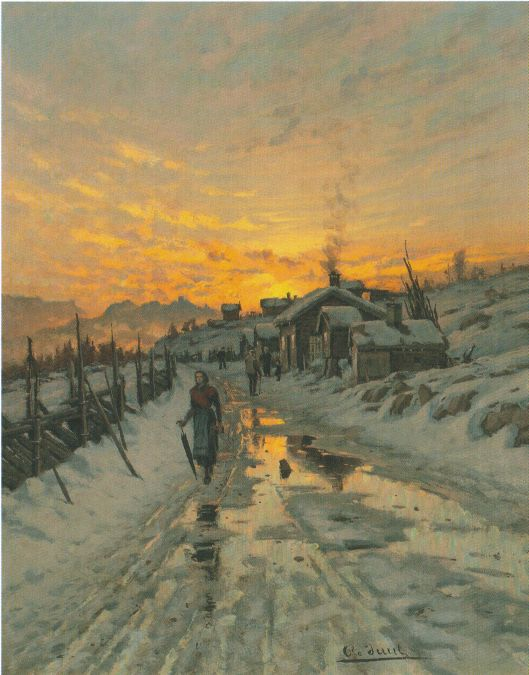
Kvinne på landevei (Frau auf einem Dorfweg)

Juul war ein Freilichtmaler. Er malte viele Bilder, oft impressionistisch anmutende Skizzen, um persönliche, durch Einsamkeit geprägte Stimmungen in der Natur festzuhalten, häufig Landschaften in abendlichem oder morgendlichem Licht. Malweise, Motivwahl und Komposition, aber auch der bewusst gewählte Atelierton, der in ihnen sichtbar wird, zeigen den Einfluss der Dücker-Schule der Düsseldorfer Landschaftsmalerei. Das Nationalmuseum Oslo besitzt drei Gemälde von ihm, das nordnorwegische Kunstmuseum in Tromsø vier. Das Kunstmuseum Trondheim verfügt über eine größere Sammlung seiner Werke. Bei Juuls Tod gelangten rund 3000 Bilder über Auktionen in Kristiania, Trondheim und Ørland in den Verkauf.